# 西布盧鎮區 (內布拉斯加州亞當斯縣)
西布盧鎮區（英語：West Blue Township）是位於美國內布拉斯加州亞當斯縣的一個行政鎮區。

## 地方資料
西布盧鎮區的面積為82.75平方千米，當中陸地面積為82.62平方千米，而水域面積為0.13平方千米。根據2020年美國人口普查的數據，當地共有人口307人，而人口密度為每平方千米3.71人。